# Бардоши, Шандор
Шандор Бардоши (венг. Bárdosi Sándor, р.29 апреля 1977) — венгерский борец греко-римского стиля, призёр Олимпийских игр, чемпионатов мира и Европы; впоследствии — сумоист и кикбоксер.

## Биография
Родился в 1977 году в Будапеште. В 1997 году стал чемпионом мира среди юниоров. В 2000 году завоевал серебряную медаль на Олимпийских играх в Сиднее. В 2001 году занял 5-е место на чемпионате мира, и 8-е место — на чемпионате Европы. В 2002 году занял 16-е место на чемпионате мира, и 5-е — на чемпионате Европы. На чемпионате Европы 2003 года занял 13-е место. В 2004 году стал бронзовым призёром чемпионата Европы. В 2005 году стал бронзовым призёром чемпионата мира, а на чемпионате Европы занял 5-е место. В 2006 году занял 14-е место на чемпионате мира, и 8-е — на чемпионате Европы.
С 2005 года стал выступать на соревнованиях по сумо. В 2005 и 2007 годах становился чемпионом Европы по сумо, а в 2007 году завоевал бронзовую медаль чемпионата мира. В 2009 году он также завоевал золотую медаль в соревнованиях по сумо на Всемирных играх в Гаосюне, однако его допинг-проба оказалась положительной, и он был дисквалифицирован.